# Cruzada nacional contra el hambre
La Cruzada Nacional contra el Hambre era una estrategia de inclusión y bienestar social instaurada por el gobierno federal mexicano que pretendía abatir de manera masiva la pobreza, la desnutrición y la marginación social en México, cuya implementación fue otorgada por el presidente Enrique Peña Nieto a la Secretaría de Desarrollo Social. Esta fue la primera política social masiva implementada en el sexenio presidencial 2012 - 2018, y fue presentada oficialmente el 21 de enero de 2013 en Las Margaritas, Chiapas.

## Antecedentes
El 1 de diciembre de 2012, al dirigir su primer mensaje a la Nación como Presidente de la República, Enrique Peña Nieto anunció las primeras doce decisiones presidenciales, dentro de las cuales se instruía a la Secretaria de Desarrollo Social poner en marcha esta cruzada.
Conforme a las cifras del Banco Mundial, México poseía en 2010 una tasa de incidencia de pobreza del 51.3%. Según el Consejo Nacional de Evaluación de la Política de Desarrollo Social el 46.2% de la población mexicana se encontraba en situación de pobreza, de los cuales 11.7 millones de personas se encontraban en pobreza extrema, es decir, no cuentan con los recursos para adquirir los alimentos necesarios para una vida sana, pese a que la Constitución Mexicana en su artículo cuarto establece como derecho una alimentación nutritiva, suficiente y de calidad, siendo el Estado el garante de su cumplimiento.
Puede considerarse como contexto de esta campaña el mensaje público emitido por el Ejército Zapatista de Liberación Nacional el 31 de diciembre de 2012, dirigido al Presidente la República Enrique Peña Nieto y en donde reclama al gobierno mexicano el abandono de las políticas públicas en materia de derechos humanos, el reconocimiento de las prerrogativas de las comunidades indígenas y la falta de efectividad en la aplicación de programas al combate de la pobreza y marginación.

## Lanzamiento

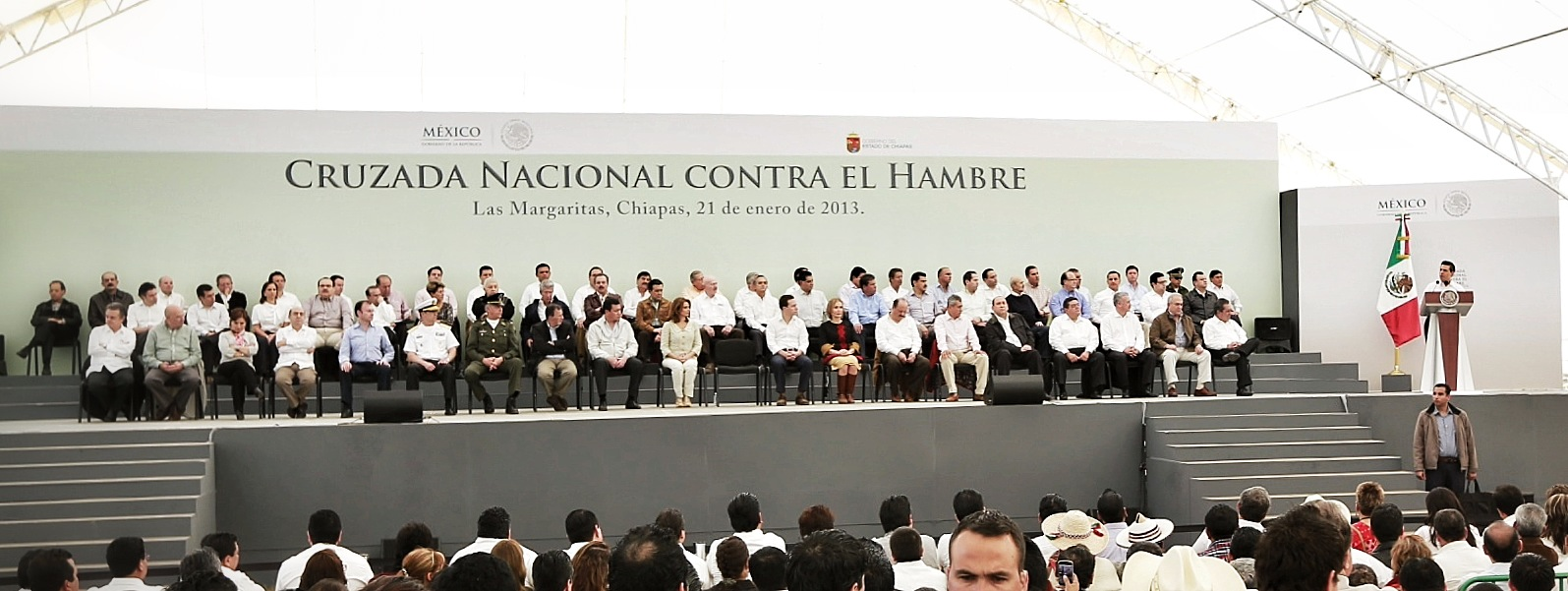
Presentación de la Cruzada Nacional contra el Hambre en Chiapas, México en enero de 2013

El programa fue lanzado oficialmente el 21 de enero de 2013 en Las Margaritas, estado de Chiapas. Antes de su arranque, algunas facciones políticas y económicas se manifestaron sobre esta estrategia: la Unión Nacional de Trabajadores Agrícolas señaló que apoyará los fines de dicho programa, mientras que miembros del Partido de la Revolución Democrática se manifestaron incrédulos ante la suficiencia del presupuesto asignado al programa, no obstante, han mostrado empatía con los fines perseguidos declarándose dispuestos a apoyar y vigilar su implementación para evitar sesgos mediáticos o protagónicos.
En su lanzamiento, el presidente Peña Nieto aseveró que dicho programa se encontraba en concordancia con el programa Hambre Cero de las Naciones Unidas y que busca beneficiar a 7.4 millones de mexicanos en su primera etapa. Para la implementación de dicho programa, el mismo día de su lanzamiento, se decretó la creación del Sistema Nacional contra el Hambre (SINHAMBRE) y se instruyeron estrategias tales como la creación de bancos de alimentos y aumentar la producción alimentaria nacional.
Los gobiernos estatales mostraron su apoyo a dicho programa a través de un mensaje del presidente de la Conferencia Nacional de Gobernadores (CONAGO), César Duarte Jáquez. De igual modo, la Organización de las Naciones Unidas para la Alimentación y la Agricultura expresó su apoyo a la cruzada al reconocer que los lineamientos de ésta son acordes a lo que promueve su organización.

## Implementación

### Objetivos
Los cinco objetivos de esta cruzada eran:
1. Eliminar totalmente el hambre mediante la alimentación y nutrición de personas de escasos recursos;
2. Desaparecer la desnutrición entre los niños;
3. Aumentar la producción alimentaria y el ingreso de campesinos y agricultores;
4. Reducir las pérdidas post-cosecha
5. Promover la participación de las comunidades y beneficiarios del programa.

### Enfoque
La Cruzada tiene además un enfoque integral y multidimensional por ello, también se trabaja en:
1. 117 mil 695 acciones de mejoramiento de vivienda, con la construcción de 45 mil 232 pisos, 65 mil 514 techos y 6 mil 949 muros firmes.
2. Instalación de agua potable en 279 mil 927 hogares, drenaje en 168 mil 571 y letrinas o baños ecológicos en 4 mil 150.
3. Obras para dotar de energía eléctrica a casi 56 mil hogares.
4. Asimismo, se otorgaron 453 mil 856 becas de primaria y 76 mil 722 becas de secundaria en los 400 municipios prioritarios para que niñas y niños continúen sus estudios.[13]

### Beneficiados
En una Primera Etapa, durante 2013, la estrategia se implementó en 400 municipios seleccionados respecto al grado de pobreza extrema que posean y el grado de falta de alimentación. Durante esta Primera Etapa se benefició al 51% de la población objetivo.
En marzo de 2014, se anunció el arranque de la Segunda Etapa, con la que se busca beneficiar a un 25% adicional de la población objetivo, para lo cual se atenderán 612 municipios adicionales.

### Programas utilizados
Para el cumplimiento de los objetivos de la cruzada, la Secretaría de Desarrollo Social utilizará 70 programas ya establecidos de la administración pública federal que servirán a la implementación de la estrategia.

## Sistema Nacional contra el Hambre
El Sistema Nacional contra el Hambre (SIN HAMBRE) se conforma de cuatro componentes:
1. Comisión Intersecretarial para la instrumentación de la Cruzada contra el Hambre
2. Acuerdos con las entidades federativas y los municipios;
3. Consejo Nacional de la Cruzada contra el Hambre
4. Comités Comunitarios integrados por beneficiarios de programas sociales

### Comisión Intersecretarial
La Comisión Intersecretarial de la Cruzada contra el Hambre tenía como objetivo el coordinar, articular y complementar las acciones, programas y recursos que sean necesarios para el desarrollo de esta cruzada y el cumplimiento de sus metas. La comisión la conformaron los titulares de dieciséis secretarías de estado, del Instituto Nacional de las Mujeres, de la Comisión Nacional para el Desarrollo de los Pueblos Indígenas y del Sistema Nacional para el Desarrollo Integral de la Familia; fue presidida por el titular de la Secretaría de Desarrollo Social; sesionaba de forma ordinaria por lo menos una vez cada trimestre y tenía la facultad de proponer ajustes en los programas utilizados con el fin de mejorar su operatividad en el cumplimiento de los objetivos de la cruzada.

### Consejo Nacional
El Consejo Nacional de la Cruzada contra el Hambre tenía como objetivo generar acuerdos para fortalecer y complementar el desarrollo de la cruzada mediante el diálogo con los sectores público, privado y social. El consejo lo conformaban el titular de la Secretaría de Desarrollo Social, quien además lo presidía, representantes de organizaciones de los sectores social y privado, representantes de instituciones académicas y representantes de organismos e instituciones internacionales; adicionalmente y de forma permanente los titulares del Poder Ejecutivo en las entidades federativas tenían el carácter de invitados.

### Comités Comunitarios
Los Comités Comunitarios de la Cruzada contra el Hambre tenían como objetivo articular la participación social y estaban integrados por los beneficiarios de programas sociales utilizados en la cruzada. Los integrantes de este comité tenían participación en la implementación y supervisión de los programas utilizados y acciones empleadas para el cumplimiento de las metas de la cruzada.

### Desarrollo
Durante marzo y abril de 2013, la cruzada fue integrada a los planes políticos de algunos gobernadores estatales que han manifestado su disposición a cooperar con el gobierno federal para la implementación del programa, así lo hicieron Chiapas, Colima, Tabasco, Michoacán, Estado de México, Oaxaca, Guerrero, Veracruz, Puebla, Nayarit y más recientemente Morelos y Jalisco. Asimismo se han firmado convenios de colaboración con importantes industrias del ramo alimenticio como Nestlé y Pepsico.
Durante abril de 2013 se instaló la Comisión de Expertos integrada por investigadores y académicos en las materias económica, social y de salud.

## Controversias
Gustavo Madero Muñoz, del Partido Acción Nacional, denunció públicamente la supuesta utilización de los programas sociales, involucrados en la cruzada, con fines electorales, particularmente en el estado de Veracruz. Argumentó que estaba diseñada justamente para tener un objetivo de recuperación y control electoral, a favor del PRI, ya que en 2013 se llevaron a cabo elecciones municipales y legislativas en 14 entidades. Esto provocó que la Secretaria de Desarrollo Social, Rosario Robles, promoviera la destitución de sus cargos a 7 funcionarios públicos de la Secretaría de Desarrollo Social en Veracruz, por haberse comprobado la utilización de los recursos para favorecer el voto.
El Partido de la Revolución Democrática, hizo señalamientos en el mismo sentido, Jesús Zambrano, se quejó de una presunta red electoral financiada con recursos públicos, la cual operaría a través de los delegados de la Secretaría de Desarrollo Social.